# Palata
Palata ist eine italienische Gemeinde der Provinz Campobasso in der Region Molise mit 1498 Einwohnern (Stand 31. Dezember 2023).

## Geographie
Palata liegt auf einem Hügel auf 520 m Höhe, ca. 50 km nördlich der Provinzhauptstadt Campobasso und 30 km südwestlich der Hafenstadt Termoli.
Angrenzende Gemeinden sind Acquaviva Collecroce, Guardialfiera, Guglionesi, Larino, Montecilfone, Montenero di Bisaccia und Tavenna.

## Geschichte
Der Ort ist ab dem 12. Jahrhundert als Lehen verschiedener Familien erwähnt. Zu Beginn des 16. Jahrhunderts siedelten sich in Palata Slawen aus Dalmatien an. Die Sprache Moliseslawisch ist in Palata heute ausgestorben.

## Kirchen
- Santa Maria La Nova – Dreischiffige Pfarrkirche im Ortszentrum, erbaut um 1531 von dalmatischen Siedlern
- Chiesa di San Rocco – Kirche des ehemaligen Klosters San Francesco della Scarpa, errichtet um 1526
- Chiesa Santa Giusta – Kapelle, einige Kilometer außerhalb des Ortskerns

## Regelmäßige Veranstaltungen
- Festa di Sant’Antonio – Fest mit Umzug von dekorierten Ochsenkarren am 13. Juni
- Festa della Madonna del Carmelo – Marienprozession zum Erntedank am 16. Juli
- San Rocco – Fest des Ortspatrons mit Prozession am 16. August

## Persönlichkeiten
- Amodio Ricciardi (1756–1835), Anwalt, Politiker und Schriftsteller